# أسطول غواصات يو السابع
أسطول يو_بوت السابع (الألمانية 7. Unterseebootsflottille)، المعروف أيضا باسم أسطول فيجنر، كانت المجموعة التشغيلية السابعة لغواصات يو في ألمانيا النازية كريغسمرينه. تأسست في 25 يونيو 1938، تحت قيادة كورفيتنكابيتان Werner Sobe، وقد سميت على شرف Kapitänleutnant Bernd Wegener. توفي فيجنر، وهو قائد غواصة يو خلال الحرب العالمية الأولى، في 19 أغسطس 1915، بعد أن غرقت غواصته يو-27 من قبل سفينة-كيو بريطانية إتش إم إس بارالونغ، والتي كانت في حد ذاتها معركة متنازع عليها مع البحرية الملكية متهمة بارتكاب جرائم حرب من قبل البحرية الألمانية.
تأسست الأسطول، تحت اسم «أسطول فيجنر»، في مدينة كيل في يونيو 1938. في سبتمبر 1940، غادر الأسطول قاعدته في كيل وانتقل إلى سانت نازير في فرنسا. بعد التغيير في الموقع، تم تغيير اسم الأسطول «أسطول غواصات يو السابع».
كان لهذه الأسطول واحدة من أكثر الشعارات شهرة في الحرب العالمية الثانية. تم استخدام شعار "snorting bull" لأول مرة بواسطة يو-47، والتي تشتهر بإغراق سفينة أتش أم أس Royal Oak الحربية البريطانية أتش أم أس Royal Oak في أكتوبر 1939. تم اعتماد الشعار، استنادًا إلى صورة تمت مشاهدتها في كتاب هزلي، من قِبل الأسطول أثناء وجوده في سان نازير.

## قادة الأسطول
| المدة الزمنية             | قائد                            |
| ------------------------- | ------------------------------- |
| يونيو 1938 – ديسمبر 1939  | Korvkpt. ارنست سوب              |
| يناير 1940 – مايو 1940    | Korvkpt. هانز رودولف روسينج     |
| مايو 1940 – سبتمبر 1940   | Kptlt. هربرت سوهلر (في المندوب) |
| سبتمبر 1940 – فبراير 1942 | Korvkpt. هربرت سوهلر            |
| مارس 1944 – مايو 1945     | Korvkpt. أدولف بينينج           |

## غواصا يو المشاركة
| اكتب                      | الرقم المعين |
| ------------------------- | ------------ |
| غواصة الفئة السابعة بي    | 19           |
| غواصة الفئة السابعة سي    | 89           |
| غواصة الفئة السابعة سي/41 | 1            |
| يو إيه (غواصة أجنبية)     | 1            |